# IJshockeyploeg van de Sovjet-Unie (mannen)
De IJshockeyploeg van de Sovjet-Unie was een team van ijshockeyers dat de Sovjet-Unie vertegenwoordigde bij internationale wedstrijden en werd beschouwd als een van de Big Six.
De Sovjet-Unie won het wereldkampioenschap ijshockey in 
1954, 
1956, 
1963, 
1964, 
1965, 
1966, 
1967, 
1968, 
1969, 
1970, 
1971, 
1973, 
1974, 
1975, 
1978, 
1979, 
1981, 
1982, 
1983, 
1986, 
1989 en 
1990.
Het veroverde olympisch goud in 
1956, 
1964, 
1968, 
1972, 
1976, 
1984 en 
1988.
1920:  Canada · 
1924:  Canada · 
1928:  Canada · 
1932:  Canada · 
1936:  Groot-Brittannië · 
1948:  Canada · 
1952:  Canada · 
1956:  Sovjet-Unie · 
1960:  Verenigde Staten · 
1964:  Sovjet-Unie · 
1968:  Sovjet-Unie · 
1972:  Sovjet-Unie · 
1976:  Sovjet-Unie · 
1980:  Verenigde Staten · 
1984:  Sovjet-Unie · 
1988:  Sovjet-Unie · 
1992:  GOS · 
1994:  Zweden · 
1998:  Tsjechië · 
2002:  Canada · 
2006:  Zweden · 
2010:  Canada · 
2014:  Canada · 
2018:  Olympische atleten uit Rusland · 
2022:  Finland
1920:  Canada · 
1924:  Canada · 
1928:  Canada · 
1930:  Canada · 
1931:  Canada · 
1932:  Canada · 
1933:  Verenigde Staten · 
1934:  Canada · 
1935:  Canada · 
1936:  Groot-Brittannië · 
1937:  Canada · 
1938:  Canada · 
1939:  Canada · 
1947:  Tsjecho-Slowakije · 
1948:  Canada · 
1949:  Tsjecho-Slowakije · 
1950:  Canada · 
1951:  Canada · 
1952:  Canada · 
1953:  Canada · 
1954:  Sovjet-Unie · 
1955:  Canada · 
1956:  Sovjet-Unie · 
1957:  Zweden · 
1958:  Canada · 
1959:  Canada · 
1960:  Verenigde Staten · 
1961:  Canada · 
1962:  Zweden · 
1963:  Sovjet-Unie · 
1964:  Sovjet-Unie · 
1965:  Sovjet-Unie · 
1966:  Sovjet-Unie · 
1967:  Sovjet-Unie · 
1968:  Sovjet-Unie · 
1969:  Sovjet-Unie · 
1970:  Sovjet-Unie · 
1971:  Sovjet-Unie · 
1972:  Tsjecho-Slowakije · 
1973:  Sovjet-Unie · 
1974:  Sovjet-Unie · 
1975:  Sovjet-Unie · 
1976:  Tsjecho-Slowakije · 
1977:  Tsjecho-Slowakije · 
1978:  Sovjet-Unie · 
1979:  Sovjet-Unie · 
1981:  Sovjet-Unie · 
1982:  Sovjet-Unie · 
1983:  Sovjet-Unie · 
1985:  Tsjecho-Slowakije · 
1986:  Sovjet-Unie · 
1987:  Zweden · 
1989:  Sovjet-Unie · 
1990:  Sovjet-Unie · 
1991:  Zweden · 
1992:  Zweden · 
1993:  Rusland · 
1994:  Canada · 
1995:  Finland · 
1996:  Tsjechië · 
1997:  Canada · 
1998:  Zweden · 
1999:  Tsjechië · 
2000:  Tsjechië · 
2001:  Tsjechië · 
2002:  Slowakije · 
2003:  Canada · 
2004:  Canada · 
2005:  Tsjechië · 
2006:  Zweden · 
2007:  Canada · 
2008:  Rusland · 
2009:  Rusland · 
2010:  Tsjechië · 
2011:  Finland · 
2012:  Rusland · 
2013:  Zweden · 
2014:  Rusland · 
2015:  Canada · 
2016:  Canada · 
2017:  Zweden ·
2018:  Zweden ·
2019:  Finland · 
2021:  Canada · 
2022:  Finland · 
2023:  Canada